# Kompozíció a képzőművészetben
A kompozíció az elemek olyan elrendezése egy művészeti alkotásban, ami kifejez valamit. Célja az elemek megfelelő kiválasztása és elhelyezése, ami által a szemlélődő számára érzéseket, gondolatokat közvetít. A kompozíció fontos szempont a fényképezésben, és lényeges eleme a rajzolásnak, festőművészetnek is.
A kompozíció során alkalmazható vizuális elemek:
- vonalak – a szem mozgását megvezető vagy behatároló elemek vagy elemcsoportok
- alakzatok – geometriai vagy szerves élek által meghatározott területek
- fényértékek – a sötétebb és világosabb fények erőssége, kontrasztja
- textúrák – a felszín anyagminősége, ami egyfajta tapintási illúziót közvetít
- színek – árnyalata és intenzitása
- irányok – függőleges, vízszintes vagy átlós
- méretek – az elemek egymáshoz viszonyított nagysága

A képen belüli kompozíció elsődleges elemei:
- A képen belüli területek, amik ábrázolnak valamit.
- A perspektíva, ami az ábrázolt tárgyak egymáshoz képest mutatott megjelenítésével mélységet, távolságot visz a képbe.
- Vonalak vagy más iránymutatók, amik a szemlélődő figyelmét egy bizonyos irányba vezetik.
- A sötétebb és világosabb felületek, amik ellentétet, feszültséget visznek a képbe.

Az alkotóművész kiválasztja és meghatározza, hogy a fenti elemek közül melyiket milyen mértékben alkalmazza mondanivalója kifejezésére. Nem minden kép tartalmazza az összes elemet.

## A harmadolás szabálya

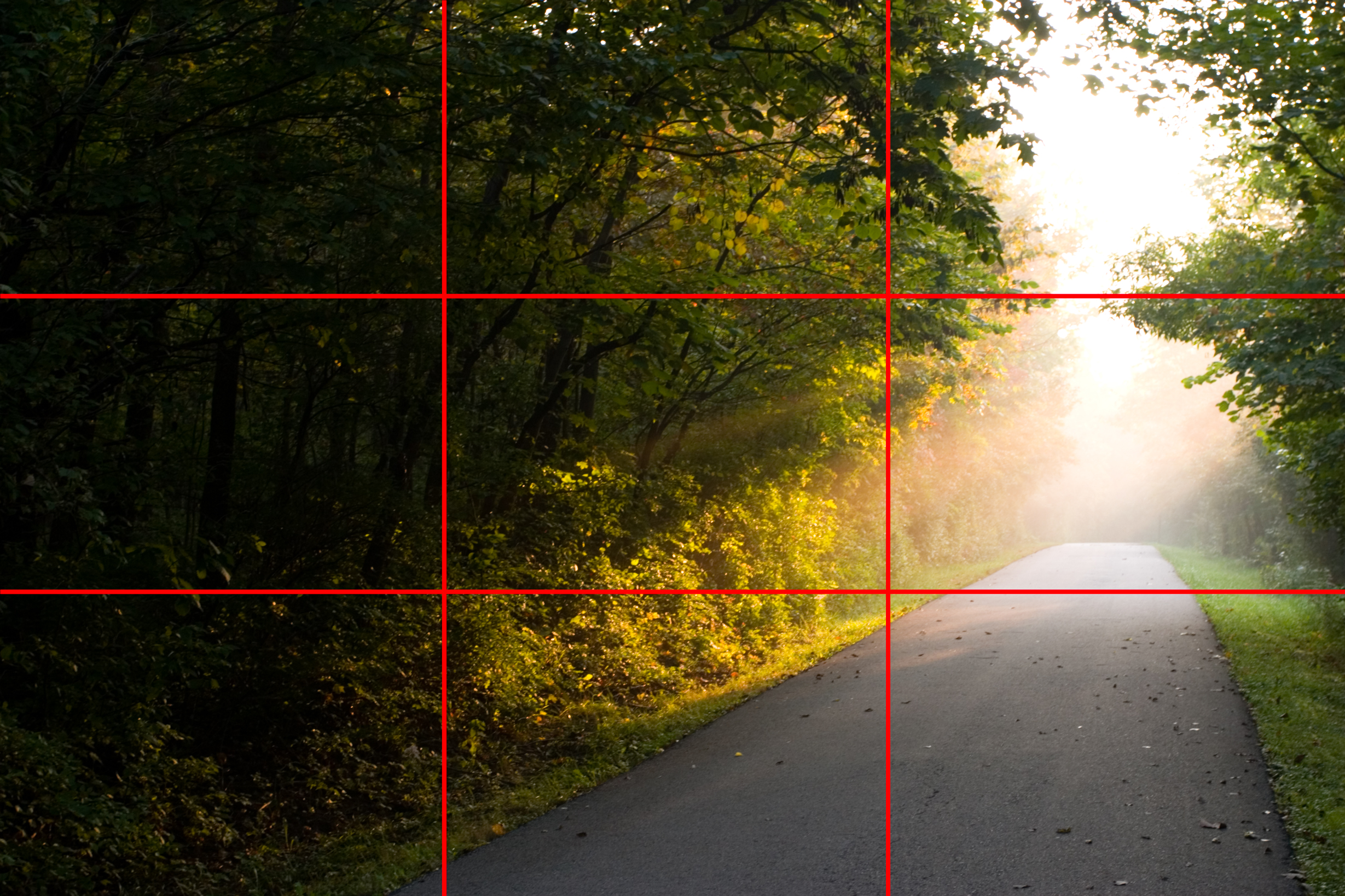
Egy kép harmadolás szerinti felosztása

A harmadolás szabálya egy olyan útmutató, amit a művészek nagy általánosságban követnek. Lényege, hogy a kép tárgyát nem középen, hanem a képet függőlegesen és vízszintesen három részre osztó, egymást metsző párhuzamos vonal valamelyik találkozásánál helyezik el. A szemlélők az ilyen kompozíciókat harmonikusnak találják.
A harmadolás szabálya az aranymetszés számszerű, 5%-os közelítése. Alkalmazásának oka az, hogy az aranymetszés arányának követésével szebb, érdekesebb fénykép készíthető, mintha a téma egyszerűen középre kerülne. Jó segítség lehet, ha nem mutatkozik más mód megfelelő kompozíció kialakítására.

## Egyszerűsítés
Zsúfolt képeken a szemlélőnek nehezebb megtalálnia a fókuszpontot és értelmezni a témát. A felesleges elemek eltüntetésével ez a zavaró hatás csökkenthető, könnyebb megtalálni a kép tárgyát. A helyzet javítható a fények megfelelő alkalmazásával is: a világosabb részek magukra vonják a szemlélő figyelmét. Hasonló hatás érhető el vonalakkal és különféle síkidomokkal is.

## A lényeg kiemelése

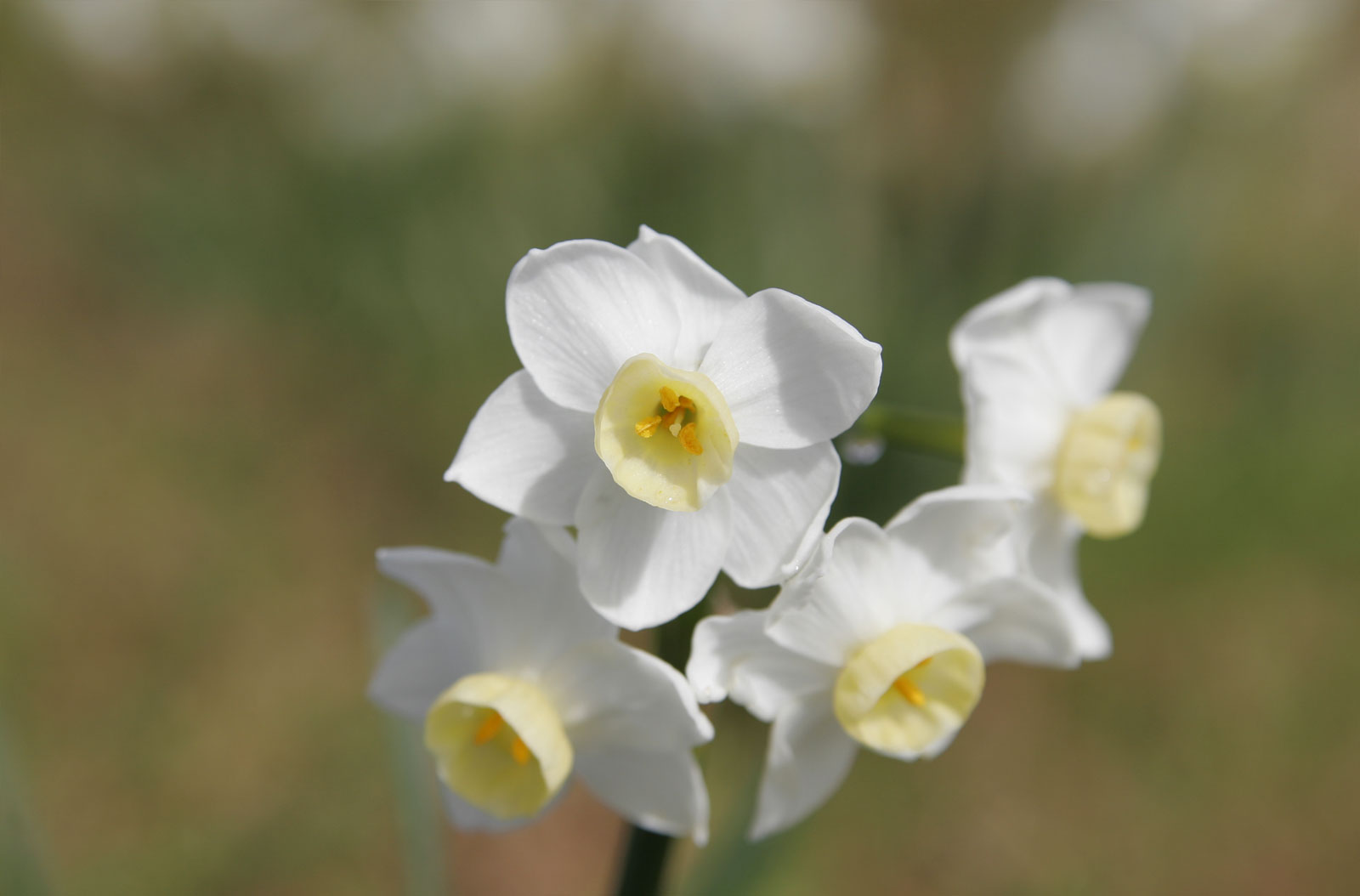
Fotótéma kiemelése a háttér elmosásával

A fényképészetben a lényeg kiemelése megoldható a mélységélesség csökkentésével is. Megfelelő beállítással a háttér összemosódik, a téma azonban éles marad, így kiemelkedik a háttérből.
Ha a zavaró elemeket semmilyen nézőpontból nem lehet eltüntetni a képből (például villanyvezeték vagy reklámtábla), a kép utólagos szerkesztésével ezek kitörölhetők.

## Szimmetria
A páratlan számok szabálya szerint ha egy képen páratlan számú tárgy szerepel, érdekesebb, mint ha páros számú lenne. Ez utóbbi esetben ugyanis az elemek szimmetriát hoznak létre, ami az emberi észlelés számára kevésbé tűnik természetesnek.
Ezzel rokon a megfigyelés, miszerint a háromszög alakban elrendezett képi elemek jó esztétikai összhatást érhetnek el.

## Nézőpont változtatása
A fényképezőgép mozgatásával, más nézőpont keresésével kivonhatjuk a felesleges dolgokat a gép látóteréből, hogy végül a témának minél kevesebb zavaró elemmel kelljen versenyeznie a néző figyelméért. Ez történhet a témához való közeledéssel, oldalirányú vagy függőleges mozgással.

## Vonalak alkalmazása
A vonalak vezetik a tekintetet, amit a néző ösztönösen követ. A vonal néha elválasztja egymástól a kép különböző részeit, ezáltal ellentétet, feszültséget hoz létre köztük.

### Egyenes vonalak
A párhuzamos vonalak stabilitást, az egymással szöget bezáró vonalak dinamizmust visznek a képbe. Az egy pontba összefutó vonalak fókuszálják a tekintetet. A képen lévő vonal néha kevésbé feltűnő. Ilyen például egy mozgás által keltett vonal, vagy a kép éles és életlen felületeit elválasztó vonal. A vízszintes vonalak nyugalmat, nagyméretű tereket jellemeznek. A függőlegesen futó vonalak magasság, nagyszerűség érzetét keltik. Több, hasonló vonal az ismétlés révén erősíti egymást, de ez kifejezhet egyhangúságot is. Fontos eldönteni, hogy a vonalakhoz képest a kép fókusza hol helyezkedik el. A túl sok vonal céltalanságot, zűrzavart közvetíthet, még akkor is, ha nem ez az alkotó szándéka.

### Görbült vonalak
A görbült vonalak általában valamilyen mozgáshoz, ritmushoz kapcsolódnak. A szem ezeket könnyedén és élvezettel követi. Az egyenes vonalakhoz képest a görbült vonalak nagyobb dinamikát fejeznek ki.